# 50 Korpus Armijny (Imperium Rosyjskie)
50 Korpus Armijny (ros. 50-й армейский корпус) – jeden ze związków operacyjno-taktycznych  Imperium Rosyjskiego w czasie I wojny światowej. Rozformowany na początku 1918. 

## Podporządkowanie
- 2 Armii (16.05 - grudzień 1917)

## Dowódcy Korpusu
- generał porucznik B. A. Dziczkaniec  (od czerwca 1917)